# Gyertyánfy Péter
Gyertyánfy Péter  (Budapest, 1944 - ) magyar jogász, a szerzői jog jeles művelője. A Gyertyánffy család leszármazottja. (Nevét egy f-fel írja!). A Szerzői Jogvédő Hivatal elnöke, majd az Artisjus főigazgatója volt 1992 és 2008 között.

## Életpályája
A Szerzői Jogvédő Hivatal utolsó elnöke volt a hivatal 1996-as megszűnéséig. Az ő nevéhez köthető a közös jogkezelés társadalmasítása, az állam intézményből (1953 óta létezett a Szerzői Jogvédő Hivatal) egyesületté alakítása. A Szerzői Jogi Törvény Nagykommentárja (KJK, majd Walters Kuwer Kiadó, Budapest 2000, 2006 és 2014) szerkesztője és társszerzője. További több mint 90 szerzői jogi szakkönyv, illetve szakcikk szerzője.

## Díjai, elismerései
az állam- és jogtudomány kandidátusa (1990)

## Kutatási területe
Szerzői jog

## Szervezeti tagságai
MTA Állam- és Jogtudományi Bizottság

## Művei
A Szerzői Jogi Törvény Nagykommentárja (KJK, majd Walters Kuwer Kiadó, Budapest 2000, 2006 és 2014) szerkesztője és társszerzője. További több mint 90 szerzői jogi szakkönyv, illetve szakcikk szerzője.